# Вірусний еукаріогенез
Вірусний еукаріогенез — гіпотеза походження еукаріотичного клітинного ядра в результаті ендосимбіозу великих ДНК-містких вірусів і метаногенних прокаріотів (архей). На основі вірусу сформувалося ядро еукаріотичного типу, яке потім включило у свій геном гени хазяїна і, в кінцевому підсумку, перехопило управління клітиною.
Гіпотеза була запропонована Філіпом Беллом у 2001 році та отримала додаткову підтримку при дослідженні механізмів синтезу білка у великих ДНК-вірусів, таких, як мімівіруси.
Дослідження геному і відкриття вірусів зі складними ДНК можуть вказувати на те, що вони відігравали певну роль у формуванні еукаріотичних ядер. Гіпотетично, віруси можуть бути предками сучасних еукаріотів, непрямим свідченням є універсальність коду ДНК для всіх, нині живучих еукаріотів і прокаріот.

## Гіпотеза
Так само як і ДНК-місткі віруси, ядро еукаріот містить лінійні хромосоми зі специфічними послідовностями на їх кінцях (хромосоми прокаріотів — кільцеві). В обох випадках мРНК кепірована, а трансляція і транскрипція відбуваються окремо. Еукаріотичні ядра також здатні до цитоплазматичної реплікації. Деякі великі віруси мають власну РНК-полімеразу. Передачу «інфекційних» ядер було документовано у багатьох паразитичних червоних водоростей. Складні еукаріотичні ДНК-віруси могли виникнути з подібних ядер.
Гіпотеза вірусного походження еукаріот передбачає, що еукаріоти складаються з трьох предкових елементів: вірусний компонент, від якого походить сучасне еукаріотичне ядро; прокаріотична клітина, від якої еукаріоти успадкували цитоплазму і клітинну мембрану; а також ще одна прокаріотична клітина, від якої пішли мітохондрії та хлоропласти шляхом ендоцитозу. Можливо, клітинне ядро утворилося під впливом кількох заражень архейної клітини, яка вже містить бактерію — попередника мітохондрій, лізогенним вірусом. у рамках гіпотези запропонована модель еволюції еукаріот, в якій вірус, схожий з сучасним вірусом віспи, розвинувся в клітинне ядро шляхом включення генів з бактерії та археї-хазяїна. Поступово цей вірус став основним сховищем інформації в клітині, яка зберегла здатність до трансляції генів і життєздатності. Внутрішньоклітинна бактерія зберегла здатність виробляти енергію в формі АТФ, також передавши частину своїх генів ядру. На вірусне походження еукаріотичних ядер може вказувати виникнення статевого розмноження і мейозу в клітинному циклі. У той же час, ця теорія залишається суперечливою, необхідні додаткові експериментальні докази з використанням вірусів архей, так як вони, ймовірно, найбільш схожі на сучасні еукаріотичні ядра.
У 2006 році було висловлено припущення, що перехід від РНК до ДНК геномів вперше відбувся серед вірусів. В такому випадку ДНК-вірус міг надати РНК-місткому хазяїну систему зберігання генетичної інформації, засновану на ДНК. Причому спочатку наявність у вірусу ДНК-геному дозволяло йому захистити свою спадкову інформацію від орієнтованих на роботу з РНК ферментів господаря. Відповідно до гіпотези, археї, бактерії та еукаріоти отримали свою засновану на ДНК систему зберігання інформації від різних вірусів. При цьому РНК-попередник еукаріот був найбільш складно організований і мав механізми процесингу РНК. Було також припущено вірусне походження теломерази і теломерів — ключових елементів реплікації еукаріотичної клітини.
На користь гіпотези свідчить ряд фактів. Наприклад, спіральні віруси з біліпідною мембраною мають виразну схожість з найпростішими клітинними ядрами (ДНК-хромосомою, інкапсульованою в ліпідну мембрану). Теоретично, великий ДНК-вірус може взяти під контроль бактеріальну або архейну клітину, замість реплікації і знищення клітини-хазяїна. Вірус, ефективно контролює молекулярний механізм клітини-господаря, сам стає чимось на зразок «ядра», успішно забезпечуючи своє виживання процесами мітоза і цитокінеза.